# Alà-ad-Din Muhàmmad
Alà-ad-Din Muhàmmad (علاءالدين محمد ʿAlā ad-Dīn Muḥammad), conegut també com a Muhàmmad II Alà-ad-Din, fou xa de Coràsmia i del seu imperi del 1200 fins al 1220.
El seu pare Alà-ad-Din Tekix havia donat el cop de gràcia als seljúcides de Pèrsia occidental i s'havia apoderat dels seus dominis: el 1192 es va dirigir a Rey i va exigir als atabegs seljúcides i ildegízides de la Pèrsia occidental de fer la khutba (oració) en el seu nom (després del nom del califa abbàssida). El 1193 va tornar a Pèrsia occidental. El 1194 va derrotar Togrul ibn Arslan, darrer soldà de la línia dels grans seljúcides, posant fi a la dinastia a Pèrsia. Va ocupar llavors tot el Jibal, fins a Hamadan a l'oest i les seves possessions van esdevenir frontereres amb les del califa. El 1199 el califa va considerar prudent de conferir-li el soldanat de l'Iraq Adjemi (Pèrsia occidental), del Khurasan i de Turquestan.
Quan Tekish va morir el 1200, havia reunit un gran imperi. A la seva mort el va succeir el seu fill Ala al-Din Muhammad. El Djabal es va revoltar i va massacrar totes les guarnicions que el rebels van trobar al país però Muhammad va sufocar la revolta amb les seves tropes turcmanes mercenaries. Muhammad Ala al-Din va seguir una política anticalifal i va fer front als gúrides, kara khitai els kiptxak de les estepes del nord i a Uthman Khan el darrer kan karakhànida de Samarcanda. El 1204 va derrotar els gúrides amb ajut dels kara khitai i quan el soldà gúrida va morir el 1206 el seu imperi es va dissoldre ràpidament i la major part del seu territori va passar a Muhammad.
El 1210 es va revoltar contra els kara khitai d'acord amb Kuchtlug, el cap naiman refugiat al país; a l'atac de Muhammad els kara khitai van contestar ocupant el kanat de Samarcanda, que ara era vassall de Coràsmia. El general kara khitai Tayanqu fou derrotat pel xa de Coràsmia prop de Talas. L'exèrcit kara khitai va replegar-se cap a Balasagun però els habitants, turcs d'origen, els van tancar les portes; els soldats kara khitai van conquerir la ciutat a l'assalt i la van saquejar. Però en el mig d'aquesta anarquia, el kan Tche-lu-ku va ser fet presoner per Kutchlug (1211) que de facto va assolir el poder.
El 1212 el xa va ocupar el kanat de Samarcanda, i va matar el darrer kan Uthman Khan. Per un temps la capital es va instal·lar a Samarcanda. La resta de les possessions karakhànides a Transoxiana van passar també a Coràsmia. Muhammad va conservar el títol de xa de Coràsmia, però hi va ajuntar el de soldà. Entre 1211 i 1213 Kuchtlug es va enfrontar amb el seu antic aliat Muhàmmad de Coràsmia per la delimitació de les fronteres entre ambdós; Coràsmia va governar per un temps al nord de la línia del Sirdarià cap a Otrar, Chah (Taixkent), i Sairam (Ishidjab), però finalment es va retirar al sud del riu.
No hi havia una força de clan o ètnica darrere el sultà, les poblacions eren heterogènies i l'imperi no s'havia consolidat. L'exèrcit el formaven mercenaris reclutats aquí i allà, especialment entre les tribus turcmanes dels ghuz (oghuz) i els qanqli de l'estepa kirguís. La família reial estava dividida: la reina mare Turkan-khatun, mare de Muhammad Ala al-Din, detestava el seu net Djalal al-Din, el fill preferit de Muhammad. Aquest volia erigir-se en un campió de l'islam contra els mongols pagans, i cridava a la guerra santa, però estava enfrontat amb el califa de Bagdad i el califa Nasir (1180-1225) el considerava el seu pitjor enemic i preferia els mongols. Fins i tot a Transoxiana, Muhammad s'havia guanyat l'hostilitat del clergat musulmà quan el 1216 va fer executar el xeic Medjd al-Din al-Bagdhdí de l'orde religiós dels sufites kubrawis.
La guerra era inevitable. La iniciativa fou de Coràsmia quan van detenir una caravana mongola a Otrar a la frontera amb la qual viatjaven només comerciants musulmans i l'enviat mongol Uquna; els comerciants van ser assassinats per orde del governador local Inatchiq conegut pel seu títol de Qadir Khan. Genguis Kan va demanar reparacions i no li foren donades
El 1219 els mongols van preparar el seu exèrcit (estiu) a l'alt Irtix. A la tardor Genguis Kan va arribar a Qayaligh al sud-est del Baikal en territori karluc, on se li va unir el rei Arslan kan dels karlucs, amb les seves forces; després se li van unir Suqnaqtegin, rei d'Almaligh, i Bartchu, idiqut dels uigurs. Barthold pensa que l'exèrcit format arribava a una xifra entre 150 mil i 200 mil homes. Muhammad disposava de més forces però va repartir-les en tota la línia del Sirdarià i les fortaleses de la Transoxiana i així en cada lloc disposava de menys efectius que l'enemic. Genguis Kan va atacar per Otrar, on va quedar una divisió a les ordes de Txagatai i Ogodai, fills del gran kan; una altra divisió sota comandant de Jotxi,el fill gran de Genguis Kan va baixar pel Sirdarià i va ocupar Sighnaq (prop de la moderna ciutat de Turkestan) i Djand (prop de la moderna Perovsk); un grup de cinc mil mongols va ocupar Benaket, a l'alt Sirdarià, a l'oest de Tashkend i van assetjar Khodjend, on era governador Timur Malik, que després d'una enèrgica defensa va poder fugir en barca pel riu; i el mateix Genguis Kan amb el seu fill Tului va avançar cap a Bukharà on va arribar el febrer de 1220; la guarnició turca va intentar escapar, però fou descoberta i massacrada. La població es va rendir (10 o 16 de febrer de 1220); la ciutadella, defensada per 400 homes, fou conquerida i tots els defensor massacrats. La ciutat fou saquejada metòdicament però la vida dels habitants fou respectada excepte la dels que intentaven resistir a la violència i saquejos (generalment clergues musulmans). La ciutat fou finalment destruïda per un incendi que Djuweyni pensa que fou involuntari.
De Bukharà Genguis Kan va avançar cap a Samarcanda on se li van unir Txagatai i Ogodei que acabaven de conquerir Otrar. Un intent de sortida dels defensors va acabar en desastre i al cap de cinc dies la ciutat va rendir-se el març de 1220. Igualment fou saquejada una vegada fou buidada dels habitants (per fer el saqueig més fàcil). Un part dels pobladors foren morts, però els considerats útils com artesans o treballadors qualificats foren enviats a Mongòlia. La guarnició turca, que s'havia passat voluntàriament als mongols, fou tot i així massacrada. En canvi el clergat musulmà no va oferir resistència i fou respectat. Els que van sobreviure van poder tornar a Samarcanda, però només quedava gent per omplir un barri.
L'abril de 1220 fou conquerida la vella capital, Urgendj (Gurgandj) prop de Khivà, després d'un setge dirigit per Jotxi i Txagatai, que va anar a ajudar Ogodei cap al final, ja que els dos primers no s'entenien. Tota la població fou massacrada excepte els artesans qualificats que foren enviats a Mongòlia. La ciutat, contra l'opinió de Jotxi, fou destruïda en fer passar per damunt de la població les aigües del riu Amu-Darya.
Muhammad va fugir a Balkh i d'allí cap al Khurasan occidental refugiant-se a Nixapur primer i després a Qazwin. Genguis va enviar en persecució seva els generals Djebé i Subotai. Balkh va obrir les portes als mongols i fou perdonada en acceptar un governador, però Muhammad ja havia sortit de la ciutat. Nixapur també es va rendir i va enviar una delegació. Djebé anava de presa i no es va aturar i acceptar la submissió. Subotai en canvi va saquejar Thus, Damghan i Semnan. Els dos generals van arribar a Ray (Rayy, Rai, Reyy, Reiy), on van massacrar tots els homes i van fer esclaus les dones i criatures. Van passar al costat de Hamadan i finalment van atrapar Muhammad a Qarun, però aquest va fugir al darrer moment i en van perdre el rastre. Llavors es van venjar i van retornar i destruir Zendjan i Qazwin. Mentre Muhammad es va refugiar a un illot de la mar Càspia enfront d'Abeskun on va morir de cansament el desembre del 1220. Els seus drets els va recollir el seu fill Djalal al-Din Manguberti.